# Korrekturosteotomie
Die Korrekturosteotomie (auch Umstellungs-Osteotomie genannt) ist ein orthopädisch-chirurgischer Eingriff, bei dem ein Knochen durchtrennt (osteotomiert) wird, um die normale Knochen-, Gelenk- oder Extremitäten-Anatomie herzustellen oder bei fehlverheilten Knochenbrüchen wiederzuerlangen, oder um Gelenkanteile zu entlasten (wie bei einer valgisierenden kniegelenknahen Umstellung bei Arthrose des inneren Gelenkanteils). Osteotomien sind prinzipiell an allen Knochen möglich, sie erfolgen mehrheitlich an langen Röhrenknochen. Dort wird meist die Metaphyse  gewählt, da sie im Gegensatz zum Schaft eine schnellere Durchbauung aufweist. Daneben gibt es aber auch Osteotomien an anderen Knochen, etwa am Becken oder im Bereich des Rückfußes.
Die erste Osteotomie wurde noch vor Einführung der Anästhesie 1826 von dem Amerikaner I. R. Barton durchgeführt. Aber erst nach Einführung von Anästhesie und Asepsis kam es zum Aufschwung der Osteotomie in der zweiten Hälfte des neunzehnten Jahrhunderts, vor allem durch Bernhard von Langenbeck und Theodor Billroth, der auch den Meißel zur Osteotomie einführte.
Die Corticotomie oder Kompaktotomie bezeichnet die ausschließliche Durchtrennung der Knochenrinde unter Schonung der medullären Gefäße und des Periosts, die vor Einsatz einer Kallusdistraktion nach Ilizarov erfolgt.

## Durchführung
Die Osteotomie kann mit oszillierenden Sägen, einer Gigli-Säge (besonders am Becken), mit scharfen Meißeln oder (traditionell) mit speziellen Osteotomen erfolgen. Besonders bei hüftgelenknahen Osteotomien werden oft vor der Osteotomie K-Drähte zur Markierung der Position und Bestimmung des anschließenden Korrekturwinkels eingesetzt. Der Osteotomiespalt kann dann mit einem Distraktor aufgespreizt werden, um die gewünschte Korrektur herbeizuführen. Anschließend erfolgt eine Osteosynthese, um die erreichte Korrektur bis zur knöchernen Heilung zu sichern. Oftmals werden hierzu Plattenosteosynthesen verwandt oder an Hüft- und Kniegelenk spezielle Winkelplatten. Bei Kindern werden oft auch K-Drähte eingesetzt oder in der Fußchirurgie oft spezielle im Knochen komplett versenkbare Schrauben sowie Blount-Klammern. Entstehen durch die Korrektur im Bereich der Osteotomie Spalten, wird oft ein Knochenspan vom Beckenkamm oder künstlicher Knochenersatz eingefügt. Durch den Einsatz eines verspannenden Knochenspans oder durch eine komplexe Schnittführung (z. B. Scarf-Osteotomie am ersten Mittelfußknochen bei Hallux valgus) kann die Osteotomie intrinsisch stabil sein, so dass theoretisch keine Osteosynthese notwendig ist.

## Korrekturebenen
Mittels Osteotomie lassen sich Knochen, je nach Lage und Form des Osteotomiespaltes, in alle Richtungen korrigieren:
- Längenveränderung: Verkürzungs- und Verlängerungsosteotomien
- Drehung: innendrehende oder außendrehende (derotierende) Osteotomie
- Verschiebung: translationale Osteotomie
- Kippung in der Frontalebene: valgisierende oder varisierende Osteotomie
- Kippung in der Sagittalebene: flektierende oder extendierende Osteotomie

Sind Korrekturen in mehreren Richtungen gewünscht, setzt dies meist komplexere Osteotomien voraus, mit entsprechender vorausgehender Planung (etwa mittels Röntgenaufnahmen der ganzen Extremität oder Computertomographie). Beispielsweise wird bei einer Hüftdysplasie oft eine varisierende flektierende derotierende und verkürzende intertrochantäre Korrektur-Osteotomie durchgeführt, oder bei einer chronischen Hüftkopflösung mit einer beträchtlichen Abkippung des Hüftkopfes kann umgekehrt eine valgisierende extendierende rotierende intertrochantäre Korrektur-Osteotomie erfolgen.

## Klassifikation der Osteotomien
Es werden vier Basistypen unterschieden, je nach Form der Osteotomie. Neben den selteneren Stufen- und  Bogenosteotomien werden die aufklappende (opening wedge) und die zuklappende (closing wedge) Osteotomie am häufigsten angewandt. Bei diesen letzten beiden Osteotomieformen lässt sich weiterhin eine quere (senkrecht zur Achse des Knochenschafts) von einer schrägen Osteotomie abgrenzen, so dass die Einteilung der Osteotomien zur Korrektur posttraumatischer Fehlstellungen nach  Marti und van Heerwaarden sechs Gruppen umfasst, wobei eine siebte Gruppe von Sonderformen existiert:
- Closing-wedge mit querem Osteotomie-Spalt: Es kommt zu einer Verkürzung, die der Hälfte der Breite der Basis des zu entnehmenden Knochenkeils entspricht. Rotationskorrekturen sind einfach möglich. Einsatz u. a. auch subkapital am ersten Mittelfußknochen zur Korrektur eines Hallux rigidus.
- Closing-wedge mit schrägem Osteotomie-Spalt: Durch Verschieben der Knochenfragmente entlang der Osteotmie ist eine zusätzliche Korrektur in einer weiteren Ebene und eine Verlängerung oder Verkürzung möglich, ebenso eine Rotationskorrektur. Es kann eine Stellschraube senkrecht zur Osteotomie eingebracht werden.
- Opening-wedge mit querem Osteotomie-Spalt: Möglichkeit der Korrektur in allen drei Ebenen. Knochenverlängerung möglich. Die meisten intertrochantären Osteotomien zur Korrektur erworbener und angeborener Hüftfehlstellungen (u. a. bei Hüftdysplasie, Morbus Perthes) zählen dazu.
- Opening-wedge mit schrägem Osteotomie-Spalt: Korrektur in allen drei Ebenen möglich, Verlängerung möglich, Stellschraube senkrecht zum Osteotomiespalt einsetzbar.
- Stufen- und Distraktions-Osteotomie: vorwiegend bei deutlicher Seitverscheibung und Abwinkelung. Erlaubt eine Korrektur in allen drei Ebenen und eine Knochenverlängerung bzw. -Verkürzung. Oft intertrochantär am Oberschenkelknochen angewandt.
- Bogenförmige Osteotomie: Ermöglicht die Korrektur von Abwinkelungen, hohe intrinsische Stabilität. Oft bei Ellenbogen-Fehlstellung nach suprakondylärer Oberarmfraktur und bei Morbus Blount eingesetzt.
- Sonderformen: Neben allen Beckenosteotomien zählen hierzu auch abgewinkelte Osteotomien wie die Scarf-Osteotomie oder die Chevron-Osteotomie am ersten Mittelfußknochen bei der Korrektur eines Hallux valgus

## Osteoklasie
Bis ins zwanzigste Jahrhundert wurden Osteoklasien angewandt, um grobe Fehlstellungen langer Röhrenknochen infolge fehlverheilter Frakturen oder rachitischer Fehlstellungen zu behandeln. Dabei handelt es sich um das Brechen der Knochen durch manuelle Kraft oder mittels Apparaten (Osteoklasten), in denen die Extremität eingespannt und durch gezielte Biegung gebrochen wurde. Anschließend erfolgte eine Gipsruhigstellung in korrigierter Position bis zur Knochenbruchheilung. Auch das Gegenbrechen unvollständiger Unterarmbrüche kann als Osteoklasie bezeichnet werden, wenngleich der Begriff heute unüblich ist.

## Kieferchirurgie
Bei Osteotomien zur Umstellung der Okklusion bei mandibulären Gesichtsdeformierungen bzw. mandibulären Wachstumsstörungen (orthognathe Chirurgie) wird die Durchtrennung des Unterkieferknochens entlang der Linea obliqua externa im Bereich des 2. Molaren und lingual oberhalb des Foramen mandibulae durchgeführt. Dabei wird der dort verlaufende Unterkiefernerv (N. alveolaris inferior) geschont und das vordere schubladenförmige Unterkieferfragment nach vorne bzw. hinten bewegt und mit Hilfe von Osteosyntheseplatten in der neuen Position befestigt. Diese heute praktizierte Operationsmethode ist die Operation nach Obwegeser modifiziert nach Dal-Pont.

## Computergestützte Osteotomie
Bei komplexen Osteotomien kann die Planung und auch die intraoperative Umsetzung mit Hilfe des Computers durchgeführt werden. Vor allem Korrekturosteotomien eignen sich für das Konzept der computergestützten Osteotomie gut, da diese Eingriffe auf einer quantitativen Vorplanung beruhen.

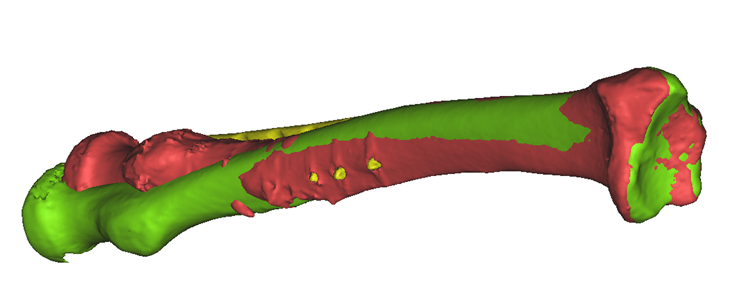
Computergestützte Osteotomie des Radius: Der fehlgestellte Knochen (rot) wird im Vergleich zur gesunden Gegenseite dargestellt, die als Vorlage dient.

### Computergestützte präoperative Planung
Aus den zugrundeliegenden dreidimensionalen (3D) Bilddaten wird ein 3D-Modell des zu korrigierenden Knochens erstellt. An den Extremitäten wird auch oft die gesunde Gegenseite als Vorlage mit einbezogen, um durch Registrierungsalgorithmen die optimale Korrektur automatisch zu berechnen, sodass die Unterschiede zur Vorlage minimiert werden.
Anhand der patientenspezifischen 3D-Modelle kann der Eingriff am Computer analysiert und virtuell durchgeführt werden und die zur Korrektur notwendige Verschiebung und Drehung der Knochenteile kann exakt in Millimetern und Grad ausgedrückt werden.

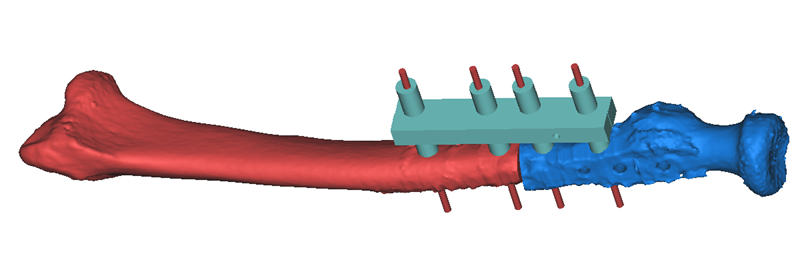
Computergestützte Osteotomie des Radius: virtuelle Durchführung des Eingriffes. Der Radius wird osteotomiert und der zu korrigierende Teil (blau) wird mittels Repositionsschablone in die anatomisch richtige Position gebracht.

### Computergestützte Durchführung
Um die präoperative Planung präzise in der Operation umzusetzen, wird ein indirektes oder direktes chirurgisches Navigationssystem eingesetzt (computergestützte Positionierung). Bei Korrekturosteotomien kommen oft patientenspezifische Positionierungs-, Schnitt- oder Bohrschablonen zum Einsatz, die mittels Rapid Prototyping jeweils vorab hergestellt werden müssen und dann bereits in der präoperativen Planung zusammen mit einem originalgetreuen Ausdruck des zu korrigierenden Knochens eingesetzt werden können. 

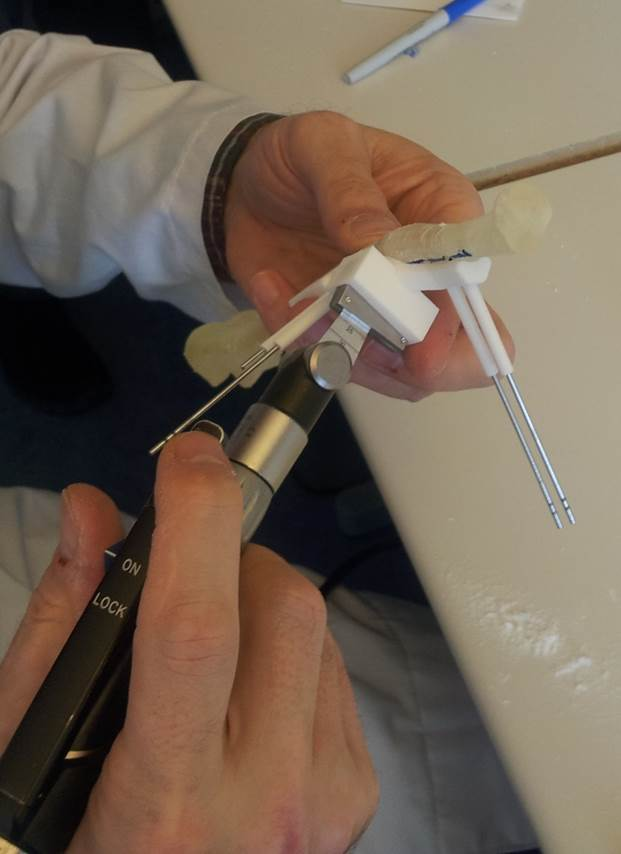
Bei komplexen Osteotomien kann mit Hilfe von Rapid Prototyping ein originalgetreues Modell des Knochens erstellt werden, sodass der Eingriff vorab vereinfacht simuliert werden kann.

Abhängig von der eingesetzten Methode ist die OP-Zeit durch den Einsatz der Computertechnologie erhöht, auch besteht meist ein höherer Zeitaufwand für die präoperative Planung. Zudem besteht die Notwendigkeit zusätzlicher CT-Aufnahmen in Dünnschnitttechnik mit dadurch erhöhter Strahlenbelastung.
Ein Vorteil im Vergleich zum konventionellen Verfahren mit durchleuchtungskontrolliertem Vorgehen konnte bisher nur bei komplexen Osteotomien in einigen Bereichen, wie beispielsweise bei extra- und intra-artikulären Osteotomien des Unterarms, gezeigt werden.